# 2006 új világörökségi helyszínei
Az UNESCO Világörökség Bizottsága a 2006. július 9-16. között Vilniusban megtartott 30. ülésszakán az alábbi helyszíneket nyilvánította a világörökség részévé:
| | Sewell bányászváros |
| Chile |                     |
| Kulturális (II) |                     |
| Védett terület: 17,2 ha, puffer zóna: 33 ha, hivatkozás: 1214 |                     |
| A Santiago de Chilétől 100 kilométerre délkeletre található, ma is működő El Teniente rézbánya közelében fekvő Sewell bányászvárosát a Braden rézvállalat alapította 1905-ben. A bánya, a világ eddigi legnagyobb rézbányája 14 emelet mélyen nyúlik az Andokba. A 2000 méteres magasságban, szélsőséges éghajlati környezetben fekvő települést a vállalat elnökéről Barto Sewellről nevezték el. A város a Cerro Negro hegyen fekszik, autók által megközelíthetetlen, meredek területen, és egyetlen közlekedési eszközzel, vasúttal rendelkezik. A településen belül nem épültek utak, a lakók vasútállomásnál kezdődő központi lépcsőháztól induló ösvényeken közlekedtek. A fákkal és más növényekkel díszített négyzetes területek alkották a közösségi tereket, amerikai tervek alapján épített fából készült, gerendavázas lakóházaikat élénk színűre, pirosra, sárgára, kékre és zöldre festették. A világörökségi helyszínhez lakóházak, egy kórház, egy katolikus templom, egy mozi, egy színház és egy iskola tartozik. A településnek fénykorában 15000 lakosa volt, az 1970-es évekre azonban majdnem teljesen elnéptelenedett. |                     |

| | A cornwalli és a nyugat-devoni bányavidék |
| Egyesült Királyság |                                           |
| Kulturális (II)(III)(IV) |                                           |
| Védett terület: 19 719 ha, hivatkozás: 1215 |                                           |
| Devon és Cornwall területén számos ón- és rézbánya működött, az iparág a 18. és 19. században élte virágkorát – amikor is a világ réztermelésének 2/3-a innen származott. A cornwalli és devoni bányákban kifejlesztett fejtési és bányaművelési technikákat aztán világszerte átvették. A réz, ón és arzén kereskedelméhez elengedhetetlen volt a jól működő infrastruktúra kialakítása és ez volt az a térség, ahonnan a bányászat technológiai vívmányai az egész világon elterjedtek. A bányavidéken hamar megindult az iparosodás, a táj képe a 18. és a korai 19. században gyorsan átalakult. Sikereik a mélykitermelésen alapultak, amelyet a robbantáshoz használt biztonsági kanóc és a gőzgéppel hajtott szivattyúk tettek lehetővé. A réz kitermelésében számos cég vett részt, földbirtokosok és magánvállalkozók is nyitottak bányákat. A világörökségi helyszínhez jelenleg tíz bányavidék tartozik, a gépek, a felszerelések, a kiegészítő épületek (pl. szivattyúházak) mellett az öntődék körüli városkákban megmaradtak a munkások és családjaik számára épített jellegzetes teraszos sorházak is. A 19. század közepén a térségben hanyatlásnak indult a bányászat, ekkor a kivándorló szakemberek elterjesztették az itt használt technikákat Dél-Afrikában, Közép-, és Dél-Amerikában és Ausztráliában is. |                                           |

| | Harar Jugol |
| Etiópia |             |
| Kulturális (II)(III)(IV)(V) |             |
| Védett terület: 48 ha, hivatkozás: 1189 |             |
| Harar Jugol az iszlám központja a többségében keresztény Etiópiában. A szent városnak tekintett település az ország keleti részén terül el egy szavannás – sivatagos térségben, majdnem kétezer méteres tengerszint feletti magasságban. Szerkezetén afrikai és muszlim hatások figyelhetők meg és jellemző rá a keskeny sikátorok útvesztője, valamint házak kifelé zárt homlokzata. A várost a muszlimok a negyedik szent városnak tartják Mekka, Medina és Jeruzsálem után. Harar jelenlegi külsejét, mint iszlám város a 16. században nyerte el, területén nyolcvankét mecset és százkét szentély található. A mecsetek közül három a 10. században épült, a várost védő falakat a 13. és a 16. század között emelték. A városközpont hat kapun keresztül közelíthető meg. A ma látható épületek közül a leglátványosabbak a gazdag belső díszítéssel rendelkező lakóházak. A házak földszintjén az udvar mellett általában három helyiséget alakítottak ki. 1887-től újabb, indiai eredetű háztípus honosodott meg a településen, ez általában egyszerű, négyszögletes esetenként kétszintes házat jelent, az útra vagy a belső udvarra néző tornáccal. |             |

| | A szenegambiai kőkörök |
| Gambia és Szenegál közös világörökségi helyszíne |                        |
| Kulturális (I)(III) |                        |
| Védett terület: 9,9 ha, puffer zóna: 110 ha, hivatkozás: 1226 |                        |
| A Gambia folyó mentén a mai Gambia és Szenegál területén több mint ezer megalitikus építmény, kőkör és sírdomb található, melynek keletkezési időpontját az i. e. 3. és az i. sz. 16. század közé teszik. Így ez a szertartási tájépítészet több mint ezerötszáz évig tartott és egy igen termékeny, kreatív kultúrához tartozhatott. A világörökségi helyszín 93 kőkörből, valamint számos sírdombból áll. A kőkörök minden esetben a halomsírok közelében állnak, melyek közül többet már feltártak. A műemlékek négy csoportba tartoznak, ezek a Sine Ngayéne, Wanar, Wassu és a Kerbatch. A felhasznált építőanyag a jelentős mennyiségű bauxitot tartalmazó laterit. A köveket vaseszközökkel fejtették ki a környékbeli bányákból. A köröket alkotó átlagosan két méter magas oszlopok henger vagy sokszög alapúak, a legnehezebb oszlopok súlya eléri a hét tonnát. A kőkörök átlagosan 4-8 méter átmérőjűek és 8-14 oszlopból állnak. Feltételezhető, hogy a kőkörök és a közelükben lévő halomsírok szoros kapcsolatban állnak egymással, de a közvetlen kapcsolatot eddig még nem sikerült bizonyítani. |                        |

| | Biszotun |
| Irán |          |
| Kulturális (II)(III) |          |
| Védett terület: 187 ha, puffer zóna: 361 ha, hivatkozás: 1222 |          |
| Biszotun az Iráni-felföldet Mezopotámiával összekötő ősi kereskedelmi útvonal mentén fekszik. A régészeti lelőhely legfontosabb műemléke az a dombormű, amelyet I. Dareiosz perzsa király készíttetett az i. e. 6. században. A monumentális, körülbelül 15 méter magas és 25 méter széles lapos dombormű a győztes uralkodót jeleníti meg, hagyományos perzsa öltözetben, uralkodói fejdísszel. Egy elámi, újbabiloni és óperzsa nyelven írt felirat az uralkodó győztes csatáit sorolja fel, amelyek közül az egyik a közelben zajlott le. A 100 méter magasban faragott domborművön kívül a helyszín további emlékekkel rendelkezik a történelem előtti koroktól kezdve a médek, az akhaimenidák, a szászánidák és az ilhánok koráig. |          |

| | Jin Hszü régészeti lelőhely |
| Kína |                             |
| Kulturális (II)(III)(IV)(VI) |                             |
| Védett terület: 414 ha, puffer zóna: 720 ha, hivatkozás: 1114 |                             |
| Jin Hszü Kína egyik legősibb fővárosa, nevének jelentése szó szerint "Jin romjai". A Sang-dinasztia utolsó fővárosa volt, tizenkét királynak volt itt székhelye időszámításunk előtt 1350 és 1046 között. A város régészeti jelentősége abban áll, hogy innen kerültek elő a legősibb ismert jóslócsontok (számuk 100 ezer körülire tehető), vagyis innen származnak a kínai írás legelső ismert emlékei. Jin Hszüt 1899-ben fedezték fel újra. Az Anjang közelében feltárás a modern Kína legnagyobb régészeti lelőhelye 30 km²-es területével. 80 épületet tártak fel, köztük, palotákat, szentélyeket, sírokat és műhelyeket. A feltárással bizonyítani tudták az addig legendás Sang-dinasztia létét, így a kínai államiság történetét hatszáz évvel meghosszabbíthatták. |                             |

| | A szecsuáni óriáspanda-rezervátum |
| Kína |                                   |
| Természeti (X) |                                   |
| Védett terület: 924 500 ha, puffer zóna: 527 100 ha, hivatkozás: 1213 |                                   |
| Az óriáspanda-rezervátum Délnyugat-Kínában, Szecsuan tartományban található, s a veszélyeztetett óriáspandák populációjának több mint 30%-ának ad otthont, így az óriáspandák egyik legfontosabb élőhelyének számít. A 9245 km² kiterjedésű rezervátum magába foglal hét természetvédelmi területet és további kilenc védett parkot. Az óriáspandák mellett a rezervátum menedékhelyül szolgál más veszélyeztetett fajoknak, mint például a vörös panda, a hópárduc és a ködfoltos párduc. A trópusi esőerdőkön kívül itt található a világ legnagyobb biodiverzitású növénylelőhelye 5000-6000 növényfajjal, köztük a pandák egyetlen táplálékának számító bambusszal. A park növényzete a harmadidőszak őstrópusi erdeihez hasonlatos. |                                   |

| | Malpelo Fauna- és Flórarezervátum |
| Kolumbia |                                   |
| Természeti (VII)(IX) |                                   |
| Védett terület: 857 500 ha, hivatkozás: 1216 |                                   |
| A természetvédelmi terület a Csendes-óceán keleti részén található egy vulkanikus eredetű szigetcsoporton Kolumbia partjaitól 500 km-re nyugatra. A fősziget, Malpelo 300 méterre emelkedik a tengerszint fölé. A rezervátum területén nagy számban fordulnak elő különféle cápafajok, például pörölycápafélék, selyemcápa, kisfogú homoki tigriscápa. A sziget kopárnak tűnik, azonban a madárguanó révén algák, zuzmók, mohák és páfrányok telepedtek meg rajta. A szigetek népszerűek a búvárok és a tudósok körében, azonban csak a Kolumbiai Környezetvédelmi Minisztérium írásos engedélyével lehet belépni. A szigetek lakatlanok, azonban a haditengerészet bázist hozott létre, hogy figyeljék a cápák orvhorgászatát és a térség nyugalmát és biológiai érintetlenségét. |                                   |

| | A wrocławi Népek Csarnoka |
| Lengyelország |                           |
| Kulturális (I)(II)(IV) |                           |
| Védett terület: 36,69 ha, puffer zóna: 189,69 ha, hivatkozás: 1165 |                           |
| A Centenáriumi Csarnok Max Berg építész tervei alapján épült 1911-1913 között az akkor Németországhoz tartozó városban. Az épület megfelelő helyszínt nyújtott kiállításoknak, koncerteknek, színházi és operai előadásoknak, kongresszusoknak és sporteseményeknek is. A 20. századi építészet egyik mérföldköve volt a vasbeton épület a funkcionalitás, az anyag és a forma harmóniája miatt. Akkor egyedülálló módon merész szerkezeti megoldásként nyers betont, váznak pedig acélt használtak. A csarnok a lipcsei "népek csatájában" Napóleon felett aratott német győzelem századik évfordulójára készült el. Betonkupolája 67 méter átmérűjű és 42 méter magas. A csarnok hétezer fő befogadására alkalmas, ezzel a világ legnagyobb vasbeton épületének számít. |                           |

| | Chongoni sziklarajzai |
| Malawi |                       |
| Kulturális (III)(VI) |                       |
| Védett terület: 12 640 ha, hivatkozás: 476 |                       |
| Az ország központ fennsíkján meredek lejtők, kisebb Gránithegyek és völgyek között 127 helyen láthatók sziklarajzok, amelyek esetenként ingatag gránittömbökön találhatók. Ezen a 126 négyzetkilométeren elterülő lelőhely-együttesen található Közép-Afrika legnagyobb sziklarajz koncentrációja. A rajzok több száz éven keresztül következetesen fenntartott kulturális hagyományokról vallanak. Évezredeken keresztül vésték a sziklába, a legkorábbiak a késő kőkorszakra a legkésőbbiek a 20. századra datálhatók. A korábbi rajzok piros színűek ezek a batwák idejéből származnak. Ez egy vadászó-gyűjtögető pigmeus nép volt, amelyik a kőkorszak végén telepedett le a környéken. A későbbi, fehér rajzok a vaskortól készültek, és egy helyi földművelő néppel a csevákkal hozható kapcsolatba. A korai rajzok állatokat, embereket és geometriai formákat jelenítettek meg, míg a csevákhoz kötődő ábrázolások egy része szimbólum, ami erősen kötődik a női nemhez. A fehér rajzokat gyakran közvetlenül a korábbi piros rajzok fölé készítették el és ma is jelentősek a csevák számára. |                       |

| | Aapravasi Ghat |
| Mauritius |                |
| Kulturális (VI) |                |
| Védett terület: 0,16 ha, puffer zóna: 28,9 ha, hivatkozás: 1227 |                |
| 1834-ben a brit kormány Mauritius szigetét választotta az úgynevezett „nagy kísérlet” helyszínének, ahol a rabszolgaság szabad munkaerővel való felváltása érdekében 1920-ig mintegy félmillió munkást szerződtettek. Túlnyomó többségük cukornádültetvényeken dolgozott. A rabszolgaság eltörlésével az ültetvénytulajdonosoknak új, olcsó munkaerőforrásra volt szüksége, ennek következményeként a szerződtetett munkások százezrei a történelem egyik legnagyobb népvándorlását idézték elő. Az egész világon elterjedő új gazdasági rendszer egyik csomópontja Mauritius szigete volt, egyfelől Indiához való közelsége miatt (jelenlegi 1,2 milliós lakosságának 70%-a indiai eredetű), másfelől azért mert szigeten lévő ültetvények is gyors fejlődésnek indultak. A munkások több évre elköteleződtek, ennek ellentételezéseként fizetést, szállást és ellátást kaptak. Egy részüket Réunion szigetén, Ausztráliában, Dél- és Kelet-Afrikában vagy a Karib-szigeteken fekvő ültetvényekre szállították. Aapravasi Ghat (Bevándorlási állomás) 19. századból származó épületegyüttese a sziget fővárosában Port Luis-ban található. Az épületek ma már romos állapotban vannak, eredeti állapotuknak csak körülbelül a 15%-a maradt fenn. |                |

| | Agave tájegység és Tequila ipari műemlékei |
| Mexikó |                                            |
| Kulturális (II)(IV)(V)(VI) |                                            |
| Védett terület: 35 018,8 ha, puffer zóna: 51 261,3 ha, hivatkozás: 1209 |                                            |
| A helyszín a Tequila vulkán és a Rio Grande völgyének 35 019 hektárnyi területét foglalja magába, melyet kék agávé mezők borítanak. Az agávét kétezer éve erjesztett italok előállításához használják, a 16. századtól ez lett a Tequila nevű desztillált likőr. A mexikói kultúra részeként Tequila, El Arenal, Magdalena, Amatitan és Teuchitlán városai nagy tequila termelési létesítményekkel és tabernákkal (a koloniális időben illegális tequila-készítési és tárolási eszközökkel) rendelkeznek. A desztilláló-berendezések mutatják, hogy milyen jelentőséget szerzett az iparág. A térségben számos lepárlóval rendelkező neoklasszikus és barokk hacienda található. A 200-900 közti Teuchtitlán kultúra volt az első, mely mezőgazdaságilag átalakította a tájat halmok, templomok és házak révén. |                                            |

| | Regensburg óvárosa |
| Németország |                    |
| Kulturális (II)(III)(IV) |                    |
| Védett terület: 182,8 ha, puffer zóna: 775,6 ha, hivatkozás: 1155 |                    |
| Regensburg a Német-római Császárság egyik politikai centruma és virágzó európai kereskedelmi központ volt. Az óváros ékes példája az egyben és egységesen fennmaradt középkori nagyvárosnak. Regensburg a legépebben fennmaradt középkori nagyváros, 984 műemléket foglal magába. Legfontosabb építészeti emlékei a patríciuscsaládok házai és tornyai, a Dóm, a Szent Emmerám-apátság és a régi Kő-híd (Steinbrücke) a 12. századból. A patríciuscsaládok tornyos házai a kereskedők gazdagságát hirdette. A regensburgi dóm a francia gótikus katedrálisok típusának egyetlen példája a Rajnától keletre. A Dunán átívelő Kő-híd - mely a 12. századi hídépítészet kimagasló példája - az óvárost a Stadtamhoffal köti össze. A Stadtamhof negyed a város utolsó középkori bővítésének határát jelöli 1320-ból. |                    |

| | Genova Le Strade Nuove és a Palazzi dei Rolli |
| Olaszország |                                               |
| Kulturális (II)(IV) |                                               |
| Védett terület: 15,77 ha, puffer zóna: 113 ha, hivatkozás: 1211 |                                               |
| Az "új utcák" (Le Strade Nuove) a város nagyhatalmi időszakában épült arisztokrata városbővítések eredményei. Az első utca a 16. század végén épült Via Garibaldi, majd ezt követte a 17. század elején épült Via Balbi, végül a 18. század végén épült Via Cairoli. A Palazzi dei Rollit az olasz kormány állította össze. Azoknak a reneszánsz és barokk palotáknak a listáját jelenti, melyeket szintén ekkor, a 16-17. század során építettek, s melyekben a hivatalos állami látogatásokkor érkező külföldi vendégeket szállásolták el. A gazdag belső díszítéssel ellátott paloták a város gazdagságát hirdették a diplomaták előtt. A listán szereplő 163 palotából 42-t vettek fel a világörökség listájára, mint a kora újkori és újkori "modern" városépítészet kimagasló példái. |                                               |

| | Afládzsi öntözőrendszer |
| Omán |                         |
| Kulturális (V) |                         |
| Védett terület: 1 455,95 ha, puffer zóna: 16 404,33 ha, hivatkozás: 1207 |                         |
| A területen az öntözéshez kapcsolható legkorábbi régészeti leletek i. e. 2500 körülre datálhatók. A szélsőségesen száraz klímájú Ománban ma is működnek hasonló öntözőrendszerek, számuk háromezer körülire tehető. A világörökségi helyszín öt csatornából (amelyek egy több ezer évvel ezelőtt létrehozott nagy kiterjedésű öntözőrendszer maradványai), valamint a csatornarendszer védelmére emelt őrtornyokból áll. Az öntözőrendszer által továbbított vizet észszerűen, az egyenlő elosztás elve alapján osztották szét, a vízelosztást napjainkban is közösségi érdekek, valamint csillagászati megfigyelések szabályozzák. A csatornák egyes szakaszai a föld alatt haladnak, ezeket ma is használják. A rendszert az Ománi-hegység lábánál fekvő kőzetekben viszonylag kis mélységben található talajvíz táplálta, amelyet alagutakon keresztül vezettek a felszínre majd eljuttatták a mezőgazdaság, valamint a háztartások számára. Az öntözőrendszernek egyetlen elosztója van, ahol a vízellátásért felelős személyek az adott helyzetnek megfelelően nyitották illetve zárták a csatornákat. |                         |

| | Vizcaya-híd |
| Spanyolország |             |
| Kulturális (I)(II) |             |
| Védett terület: 0,85 ha, puffer zóna: 12,36 ha, hivatkozás: 1217 |             |
| A Vizcaya-híd Bilbao külső kikötőjében, a baszk nagyváros központjától 13 km-re található. A legidősebb függőhíd a világon, de még ma is forgalmi célokra használják. A híd két, 61 méter magas torony között 45 méter magasban és 160 méter hosszan ível át. Portugalete és Getxo helységeket köti össze a Nervión folyó tölcsértorkolatában, a Vizcayai-öbölben. 1893-ban avatták fel és adták át a forgalomnak. A híd forradalmi építményként hatott születésének korszakában, mivel ez volt az első olyan függőhíd, mely – köszönhetően egy, a két part között közlekedő szállítókompnak – nem akadályozta a hajóközlekedés zavartalanságát. Ezt a technikát később más hidak építésénél is alkalmazták Európában, Amerikában, valamint Afrikában is. |             |

| | A Krak des Chevaliers és a Szaladin-citadella |
| Szíria |                                               |
| A veszélyeztetett világörökségi helyszínek listájára került: 2013 |                                               |
| Kulturális (II)(IV) |                                               |
| Védett terület: 8,87 ha, puffer zóna: 167,21 ha, hivatkozás: 1229 |                                               |
| A várak a középkori hadi építészet kiemelkedő emlékei, egy időben mindkettő kulcsfontosságú keresztes védőbástya volt. A stratégiai fontosságú helyen, 650 méteres tengerszint feletti magasságban fekvő látványos Krak des Chevaliers vár központi részét még az arabok emelték az ezredforduló előtt. A 13. század elején keresztes lovagok fennhatósága alá került, akik jelentősen kibővítették és megerősítették. A várat kettős fal veszi körül, a falakon belül vízvezetékkel és ciszternákkal. A 13. század első felében egy békésebb időszakban figyelmet fordíthattak az épület díszítésére is, ekkor készült a gótikus stílusú előcsarnok, és a nagymester bordás boltozatokkal lefedett lakosztálya. A vár 1271-ig maradt a Jeruzsálemi Szent János lovagrend (johanniták) ellenőrzése alatt, amikor a mamlúkok elfoglalták. A Szaladin-citadella eredetileg egy a 10. század végén épült bizánci erőd volt, amit a 12. század elején foglaltak el a keresztesek. A magaslaton álló vár egyetlen könnyen megtámadható pontjánál egy 130 méter hosszú, 20 méter széles árkot ástak. A várfalon belül ciszternákat alakítottak ki, később mecseteket építettek. |                                               |

| | Kondoa sziklarajzai |
| Tanzánia |                     |
| Kulturális (III)(VI) |                     |
| Védett terület: 233 600 ha, hivatkozás: 1183 |                     |
| A kelet-afrikai Nagy-hasadékvölgyben Kondoa közelében függőleges sziklafelületek alakultak ki, amelyeket legalább kétezer éven át művészi ábrázolások elkészítésére használtak. A becslések szerint Tanzániában egy körülbelül 2336 négyzetkilométeres területen elszórva 150 – 450 ilyen hely található, amelyek feltehetően menedékül is szolgáltak az itt élőknek. Ezek közül három tartozik a világörökségi helyszínhez. A rajzok az évezredeken keresztül itt élő vadászó-gyűjtögető és földművelő társadalmak mindennapi életét és hiedelmeit mutatják be. A képek témái többnyire realisztikusan ábrázolt állatok, valamint geometrikus minták és stilizált emberalakok. A képek nyomon követik a térség gazdasági-társadalmi változásait, ahogy a földművelés felváltotta a vadászó-gyűjtögető életmódot. A legrégebbi sziklarajzok antilopok, zsiráfok és elefántok valósághű ábrázolásai. Ezeket a rajzokat még nem sikerült egyértelműen datálni, de feltehetően hozzánk viszonylag közeli korban készültek. A sziklarajzok ma is jelentős szerepet töltenek be a helyi lakosok életében, és egyes helyszíneken esőt hozó, jósló, és gyógyító szertartásokat végeznek egy olyan hagyomány folytatásaként ami feltehetőleg már több ezer éves. |                     |